# Lista över Disneyspelfilmer
Det här är en lista över spelfilmer som har producerats av Disney.

## Spelfilmer
Sedan 1950-talet är de flesta av Walt Disney Pictures filmer spelfilmer utan tecknade inslag. Den absoluta majoriteten av dessa filmer har spelats på bio, men på senare år har Disney även börjat släppa filmer direkt på VHS/DVD. Precis som är fallet med de tecknade filmerna, är de flesta videoproducerade spelfilmerna uppföljare till framgångsrika biofilmer. De filmer som inte fick biopremiär är markerade med *. Den senaste tiden har Disney även gjort nyinspelningar av sina tidigare filmer, som till exempel Föräldrafällan och Freaky Friday.

### 1950-talet
| Titel                              | Originaltitel                              | År   |
| ---------------------------------- | ------------------------------------------ | ---- |
| Skattkammarön                      | Treasure Island                            | 1950 |
| Robin Hood                         | The Story of Robin Hood and His Merrie Men | 1952 |
| Svärdet och rosen                  | The Sword and the Rose                     | 1953 |
| Den levande öknen                  | The Living Desert                          | 1953 |
| Rob Roy - rebellen                 | Rob Roy, the Highland Rogue                | 1953 |
| Prärien som försvinner             | The Vanishing Prairie                      | 1954 |
| En världsomsegling under havet     | 20000 Leagues Under the Sea                | 1954 |
| Davy Crockett - Vildmarkens hjälte | Davy Crockett - King of the Wild Frontier  | 1954 |
| Afrikas lejon                      | The African Lion                           | 1955 |
| En våghals i Mexico                | The littlest outlaw                        | 1955 |
| Den stora lokomotivjakten          | The Great Locomotive Chase                 | 1956 |
| Davy Crockett och flodpiraterna    | Davy Crockett and the River Pirates        | 1956 |
| Livets hemligheter                 | Secrets of Life                            | 1956 |
| Mot väst! Mot väst!                | Westward Ho the Wagons!                    | 1956 |
| Johnny rebell                      | Johnny Tremain                             | 1957 |
| Perri - en vildmarksfantasi        | Perri                                      | 1957 |
| Old Yeller klarar allt             | Old Yeller                                 | 1957 |
| Den vita indianen                  | The Light in the Forest                    | 1958 |
| Den vita vildmarken                | White Wilderness                           | 1958 |
| Strid till sista man               | Tonka                                      | 1958 |
| Shaggy ä' de' du de'?              | The Shaggy Dog                             | 1959 |
| Darby O'Gill och småfolket         | Darby O'Gill and the Little People         | 1959 |
| Avgrunden väntar                   | Third Man on the Mountain                  | 1959 |
| Cirkushjälten                      | Toby Tyler, or Ten Weeks with a Circus     | 1959 |

### 1960-talet
| Titel                             | Originaltitel                                   | År   |
| --------------------------------- | ----------------------------------------------- | ---- |
| Kidnappad                         | Kidnapped                                       | 1960 |
| Pollyanna                         |                                                 | 1960 |
| Djungelkatten                     | Jungle Cat                                      | 1960 |
| Tio genom Grand Canyon            | Ten Who Dared                                   | 1960 |
| Skeppsbrott i Söderhavet          | Swiss Family Robinson                           | 1960 |
| Zorros märke                      | The Mark of Zorro                               | 1960 |
| Den tankspridde professorn        | The Absent-Minded Professor                     | 1961 |
| Föräldrafällan                    | The Parent Trap                                 | 1961 |
| Nikki - vildhunden                | Nikki, Wild Dog of the North                    | 1961 |
| Bobby Trofast                     | Greyfriars Bobby - The True Story of a Dog      | 1961 |
| Det var två glada gesäller        |                                                 | 1961 |
| Ungkarl på rymdfärd               | Moon Pilot                                      | 1961 |
| Äventyr i Paris                   | Bon Voyage!                                     | 1962 |
| Big Red                           |                                                 | 1962 |
| Nästan änglar                     | Almost Angels                                   | 1962 |
| Lobo - den fredlöse               | The Legend of Lobo                              | 1962 |
| Kapten Grants barn                | In Search of the Castaways                      | 1962 |
| Det knallar och går               | Son of Flubber                                  | 1963 |
| Sista tåget från Wien             | Miracle of the White Stallions                  | 1963 |
| Busige Sam                        | Savage Sam                                      | 1963 |
| Summer Magic                      |                                                 | 1963 |
| I vildmarkens våld                | The Incredible Journey                          | 1963 |
| Spökryttaren                      | Dr. Syn, Alias the Scarecrow                    | 1963 |
| The Misadventures of Merlin Jones |                                                 | 1964 |
| En tiger på rymmen                | A Tiger Walks                                   | 1964 |
| Thomasinas äventyr                | The Three Lives of Thomasina                    | 1964 |
| Natt utan måne                    | The moon-spinners                               | 1964 |
| Emil och detektiverna             | Emil and the detectives                         | 1964 |
| De vilda och de fria              | Those Calloways                                 | 1964 |
| Apkonster på College              | The Monkey's Uncle                              | 1965 |
| Agent D C                         | That Darn Cat!                                  | 1965 |
| Vilket hundliv                    | The Ugly Dachshund                              | 1965 |
| Löjtnant Robinson Crusoe          | Lt. Robin Crusoe, U.S.N.                        | 1966 |
| En handfull pund för Donegal      | The Fighting Prince of Donegal                  | 1966 |
| Follow Me, Boys!                  | Follow Me, Boys!                                | 1966 |
| Oss apor emellan                  | Monkeys, Go Home!                               | 1966 |
| Bullwhip Griffins äventyr         | The Adventures of Bullwhip Griffin              | 1967 |
| Röda skogens hemlighet            | The Gnome-Mobile                                | 1967 |
| The happiest millionaire          |                                                 | 1967 |
| Puman Charlie på äventyr          | Charlie, the Lonesome Cougar                    | 1967 |
| Spöke på villovägar               | Blackbeard's Ghost                              | 1968 |
| Familjebandet                     | The One and Only, Genuine, Original Family Band | 1968 |
| Alla tiders gangster              | Never a Dull Moment                             | 1968 |
| En Häst I Familjen                | The horse in the gray flannel suit              | 1968 |
| Jagad för mord                    | Smith!                                          | 1969 |
| Gasen i botten, Herbie            | The Love Bug                                    | 1969 |
| Rascal                            |                                                 | 1969 |
| Datatrubbel                       | The Computer Wore Tennis Shoes                  | 1969 |

### 1970-talet
| Titel                             | Originaltitel                       | År   |
| --------------------------------- | ----------------------------------- | ---- |
| King of the Grizzlies             |                                     | 1970 |
| Boatniks "Sneseglarna"            | The Boatniks                        | 1970 |
| Ett vildare liv                   | The wild country                    | 1971 |
| Tappa inte sugen fast Du är luden | The Barefoot Executive              | 1971 |
| Scandalous John                   |                                     | 1971 |
| Den vilda jakten på Charlie!      | Million Dollar Duck                 | 1971 |
| Årets hund                        | The Biscuit Eater                   | 1972 |
| Osynliga ligan slår till          | Now You See Him, Now You Don't      | 1972 |
| Napoleon & Samantha               |                                     | 1972 |
| Snöbollsexpressen                 | Snowball Express                    | 1972 |
| Nanu, djungelns son               | The World's Greatest Athlete        | 1973 |
| En räddande ängel                 | Charley and the Angel               | 1973 |
| På flykt över prärien             | One Little Indian                   | 1973 |
| Superpappan                       | Superdad                            | 1973 |
| Full speed igen, Herbie           | Herbie Rides Again                  | 1974 |
| Björnarna och jag                 | The Bears and I                     | 1974 |
| Castaway Cowboy                   |                                     | 1974 |
| Ön vid världens ände              | The Island at the Top of the World  | 1974 |
| Starkaste mannen i världen        | The Strongest Man in the World      | 1975 |
| Den äventyrliga flykten           | Escape to Witch Mountain            | 1975 |
| Äppelknyckargänget                | The Apple Dumpling Gang             | 1975 |
| En av våra dinosuarier saknas     | One of Our Dinosaurs Is Missing     | 1975 |
| Djurens fantastiska värld         |                                     | 1975 |
| Bland bovar och banditer          | No Deposit, No Return               | 1976 |
| Okänd svensk titel                | Ride a Wild Pony                    | 1976 |
| Gus - matchens hjälte             | Gus                                 | 1976 |
| Matecumbes skatt                  | Treasure of Matecumbe               | 1976 |
| En lurvig historia                | The Shaggy D.A.                     | 1976 |
| Åh vilken fredag                  | Freaky Friday                       | 1976 |
| Okänd svensk titel                | The Littles Horse Thieves           | 1977 |
| Herbie i Monte Carlo              | Herbie Goes to Monte Carlo          | 1977 |
| Jakten efter guldskatten          | Candleshoe                          | 1978 |
| Dr Gannon och hans robotar        | Return from Witch Mountain          | 1978 |
| Gröna ögon från rymden            | The Cat from Outer Space            | 1978 |
| Det vilda loppet                  | Hot lead and cold feet              | 1978 |
| North Avenue                      | The North avenue Irregulars         | 1979 |
| Gänget drar vidare                | The Apple Dumpling Gang Rides Again | 1979 |
| En rymdman vid riddarnas bord     | The Spaceman and King Arthur        | 1979 |
| Det svarta hålet                  | The Black Hole                      | 1979 |

### 1980-talet
| Titel                        | Originaltitel                   | År   |
| ---------------------------- | ------------------------------- | ---- |
| Midnight Madness             |                                 | 1980 |
| Sista färden med Noaks ark   | The Last Flight of Noah's Ark   | 1980 |
| Herbie vild och galen        | Herbie Goes Bananas             | 1980 |
| Underjorden, tur och retur   | The Devil and Max Devlin        | 1980 |
| Amy                          |                                 | 1980 |
| Condorman                    |                                 | 1981 |
| Skogens väktare              | The Watcher in the Woods        | 1981 |
| Flykt i natten               | Night Crossing                  | 1981 |
| Tron                         | Tron                            | 1982 |
| Tex                          |                                 | 1982 |
| Mördande idyll               | Trenchcoat                      | 1983 |
| Oktoberfolket                | Something Wicked This Way Comes | 1983 |
| Vargarnas land               | Never Cry Wolf                  | 1983 |
| Oz - En fantastisk värld     | Return to Oz                    | 1985 |
| Natty Gann och varghunden    | The Journey of Natty Gann       | 1985 |
| En förtrollande jul          | One Magic Christmas             | 1985 |
| Borta med tiden              | Flight of the Navigator         | 1986 |
| Benji på äventyr             | Benji the Hunted                | 1987 |
| Hjälten från Snowy River     | Return to Snowy River           | 1988 |
| Älskling, jag krympte barnen | Honey, I Shrunk the Kids        | 1989 |
| Cheetah på äventyr           | Cheetah                         | 1989 |

### 1990-talet
| Titel                                                 | Originaltitel                                  | År    |
| ----------------------------------------------------- | ---------------------------------------------- | ----- |
| Varghunden                                            | White Fang                                     | 1991  |
| Okänd svensk titel                                    | Shipwrecked                                    | 1991  |
| Vilda hjärtan kan inte krossas                        | Wild Hearts Can't Be Broken                    | 1991  |
| Rocketeer                                             |                                                | 1991  |
| Okänd svensk titel                                    | Newsies                                        | 1992  |
| Älskling, jag förstorade barnet                       | Honey, I Blew Up the Kid                       | 1992  |
| Mästarna                                              | The Mighty Ducks                               | 1992  |
| Mupparnas julsaga                                     | The Muppet Christmas Carol                     | 1992  |
| Den otroliga vandringen                               | Homeward Bound: The Incredible Journey         | 1993  |
| Äventyret i Kalahariöknen                             | A Far Off Place                                | 1993  |
| Huckleberry Finns äventyr                             | The Adventures of Huck Finn                    | 1993  |
| Hocus Pocus                                           |                                                | 1993  |
| Cool Runnings                                         |                                                | 1993  |
| De tre musketörerna                                   | The Three Musketeers                           | 1993  |
| Iron Will                                             |                                                | 1994  |
| Stora pengar                                          | Blank Check                                    | 1994  |
| D2: The Mighty Ducks                                  |                                                | 1994  |
| Varghunden 2                                          | White Fang 2: Myth of the White Wolf           | 1994  |
| Angels                                                | Angels in the Outfield                         | 1994  |
| Squanto en indianlegend                               | Squanto: A Warrior's Tale                      | 1994  |
| Nu är det jul igen                                    | Santa Clause                                   | 1994  |
| Djungelboken                                          | The Jungle Book                                | 1994  |
| Tungviktarna                                          | Heavyweights                                   | 1995  |
| En karl för mycket                                    | Man of the House                               | 1995  |
| Det otroliga äventyret                                | Tall Tale                                      | 1995  |
| Jakten på den heliga elefanten                        | Operation Dumbo Drop                           | 1995  |
| Kung Arthurs riddare                                  | A Kid in King Arthur's Court'                  | 1995  |
| Gröngölingarna slår tillbaka                          | The Big Green                                  | 1995  |
| Okänd svensk titel                                    | Frank & Ollie                                  | 1995  |
| Tom och Huck                                          | Tom and Huck                                   | 1995  |
| Mupparna på skattkammarön                             | Muppet Treasure Island                         | 1996  |
| Den otroliga vandringen 2 - På rymmen i San Francisco | Homeward Bound II: Lost in San Francisco       | 1996  |
| Kaos i Vita Huset                                     | First Kid                                      | 1996  |
| D3: The Mighty Ducks                                  |                                                | 1996  |
| 101 dalmatiner                                        | 101 Dalmatians                                 | 1996  |
| The Christmas Tree                                    |                                                | 1996  |
| Katten också                                          | That Darn Cat                                  | 1997  |
| Djungel till djungel                                  | Jungle 2 Jungle                                | 1997  |
| Djungel-George                                        | George of the Jungle                           | 1997  |
| Air Bud - vilken lirare!                              | Air Bud                                        | 1997  |
| RocketMan                                             |                                                | 1997  |
| Flubber                                               | Flubber                                        | 1997  |
| Mr. Magoo                                             | Mr. Magoo                                      | 1997  |
| Älskling, vi krympte oss själva                       | Honey, We Shrunk Ourselves                     | 1997* |
| Bröderna Deedles                                      | Meet the Deedles                               | 1998  |
| Föräldrafällan                                        | The Parent Trap                                | 1998  |
| En jul att minnas                                     |                                                | 1998  |
| Joe jättegorillan                                     | Mighty Joe Young                               | 1998  |
| Mannen från Mars                                      | My favorite Martian                            | 1999  |
| Endurance                                             | Endurance                                      | 1999  |
| Gadget                                                | Inspector Gadget                               | 1999  |
| The Straight Story                                    |                                                | 1999  |
| Okänd svensk titel                                    | The Hand Behind the Mouse: The Ub Iwerks Story | 1999  |
| Okänd svensk titel                                    | The Wonderful Ice Cream Suit                   | 1999* |

### 2000-talet
| Titel                                                     | Originaltitel                                                  | År   | Anmärkning                          |
| --------------------------------------------------------- | -------------------------------------------------------------- | ---- | ----------------------------------- |
| Whispers - den lille elefanten                            | Whispers: An Elephant's Tale                                   | 2000 |                                     |
| 102 dalmatiner                                            | 102 Dalmatians                                                 | 2000 |                                     |
| Remember the Titans                                       |                                                                | 2000 |                                     |
| The kid                                                   |                                                                | 2000 |                                     |
| Max Keebles stora flytt                                   | Max Keeble's Big Move                                          | 2001 |                                     |
| En prinsessas dagbok                                      | The Princess Diaries                                           | 2001 |                                     |
| The Rookie - Nykomlingen                                  |                                                                | 2002 |                                     |
| Nalles stora äventyr                                      | The Country Bears                                              | 2002 |                                     |
| Tuck Everlasting                                          |                                                                | 2002 |                                     |
| Snow Dogs                                                 |                                                                | 2002 |                                     |
| Nu är det jul igen 2                                      | The Santa Clause 2                                             | 2002 |                                     |
| Ett hål om dagen                                          | Holes                                                          | 2003 |                                     |
| Pirates of the Caribbean: Svarta Pärlans förbannelse      | Pirates of the Caribbean: The Curse of the Black Pearl         | 2003 |                                     |
| Mitt liv som popstjärna                                   | The Lizzie McGuire Movie                                       | 2003 |                                     |
| Freaky Friday                                             |                                                                | 2003 |                                     |
| Spökhuset                                                 | The Haunted Mansion                                            | 2003 |                                     |
| The Cheetah Girls                                         |                                                                | 2003 |                                     |
| The Young Black Stallion                                  |                                                                | 2003 |                                     |
| Miracle                                                   |                                                                | 2004 |                                     |
| Tonårsliv                                                 | Confessions of a Teenage Drama Queen                           | 2004 |                                     |
| En prinsessas dagbok 2 - kungligt uppdrag                 | The Princess Diaries 2 - Royal Engagement                      | 2004 |                                     |
| National Treasure                                         |                                                                | 2004 |                                     |
| Isprinsessan                                              | Ice Princess                                                   | 2005 |                                     |
| The Pacifier                                              |                                                                | 2005 |                                     |
| Herbie: Fulltankad                                        | Herbie: Fully Loaded                                           | 2005 |                                     |
| The Greatest Game Ever Played                             |                                                                | 2005 |                                     |
| Berättelsen om Narnia: Häxan och lejonet                  | The Chronicles of Narnia: The Lion, The Witch and The Wardrobe | 2005 |                                     |
| Höjdarskolan: Sky High                                    | Sky High                                                       | 2005 |                                     |
| The Shaggy Dog                                            |                                                                | 2006 |                                     |
| Pirates of the Caribbean: Död mans kista                  | Pirates of the Caribbean: Dead Man's Chest                     | 2006 |                                     |
| Invincible                                                |                                                                | 2006 |                                     |
| Glory Road                                                |                                                                | 2006 |                                     |
| Eight Below                                               |                                                                | 2006 |                                     |
| Nu är det jul igen 3                                      | The Santa Clause 3: The Escape Clause                          | 2006 |                                     |
| High School Musical                                       |                                                                | 2006 |                                     |
| Pirates of the Caribbean: Vid världens ände               | Pirates of the Caribbean: At World's End                       | 2007 |                                     |
| Underdog                                                  |                                                                | 2007 |                                     |
| Förtrollad                                                | Enchanted                                                      | 2007 |                                     |
| National Treasure: Hemligheternas bok                     | National Treasure: Book of Secrets                             | 2007 |                                     |
| High School Musical 2: Sing It All or Nothing'!           |                                                                | 2007 |                                     |
| The Game Plan                                             |                                                                | 2007 |                                     |
| Hannah Montana & Miley Cyrus: Best of Both Worlds Concert |                                                                | 2008 |                                     |
| College Road Trip                                         |                                                                | 2008 |                                     |
| Berättelsen om Narnia: Prins Caspian                      | The Chronicles of Narnia: Prince Caspian                       | 2008 |                                     |
| High School Musical 3: Sista året                         | High School Musical 3: Senior Year                             | 2008 |                                     |
| Chihuahuan från Beverly Hills                             | Beverly Hills Chihuahua                                        | 2008 |                                     |
| Bedtime Stories                                           |                                                                | 2008 |                                     |
| Jonas Brothers: The 3D Concert Experience                 |                                                                | 2009 |                                     |
| Race to Witch Mountain                                    |                                                                | 2009 |                                     |
| Hannah Montana: The Movie                                 |                                                                | 2009 | Baserad på TV-serien Hannah Montana |
| G-Force                                                   |                                                                | 2009 |                                     |
| Old Dogs                                                  |                                                                | 2009 |                                     |

### 2010-talet
| Titel                                           | Originaltitel                                   | År   |
| ----------------------------------------------- | ----------------------------------------------- | ---- |
| Alice i Underlandet                             | Alice in Wonderland                             | 2010 |
| Prince of Persia: The Sands of Time             |                                                 | 2010 |
| Trollkarlens lärling                            | The Sorcerer's Apprentice                       | 2010 |
| Chihuahuan från Beverly Hills 2                 | Beverly Hills Chihuahua 2                       | 2010 |
| Tron: Legacy                                    |                                                 | 2010 |
| Secretariat                                     |                                                 | 2010 |
| Pirates of the Caribbean: I främmande farvatten | Pirates of the Caribbean: On Stranger Tides     | 2011 |
| Prom                                            |                                                 | 2011 |
| Sharpay's Fabulous Adventure                    |                                                 | 2011 |
| Mupparna                                        | The Muppets                                     | 2011 |
| John Carter                                     |                                                 | 2012 |
| The Odd Life of Timothy Green                   |                                                 | 2012 |
| Oz: The Great and Powerful                      |                                                 | 2013 |
| The Lone Ranger                                 |                                                 | 2013 |
| Saving Mr. Banks                                |                                                 | 2013 |
| Muppets Most Wanted                             |                                                 | 2014 |
| Bears                                           |                                                 | 2014 |
| Maleficent                                      |                                                 | 2014 |
| Into the Woods                                  |                                                 | 2014 |
| Berättelsen om Askungen                         | Cinderella                                      | 2015 |
| Tomorrowland: A World Beyond                    | Tomorrowland                                    | 2015 |
| The Finest Hours                                |                                                 | 2016 |
| Alice i Spegellandet                            | Alice Through the Looking Glass                 | 2016 |
| Stora vänliga jätten                            | The BFG                                         | 2016 |
| Peter och draken Elliott                        | Pete's Dragon                                   | 2016 |
| Queen of Katwe                                  |                                                 | 2016 |
| Skönheten och odjuret                           | Beauty and the Beast                            | 2017 |
| Pirates of the Caribbean: Salazar's Revenge     | Pirates of the Caribbean: Dead Men Tell No Lies | 2017 |
| Ett veck i tiden                                | A Wrinkle in Time                               | 2018 |
| Christoffer Robin & Nalle Puh                   | Christopher Robin                               | 2018 |
| Nötknäpparen och de fyra världarna              | The Nutcracker and the Four Realms              | 2018 |
| Dumbo                                           |                                                 | 2019 |
| Aladdin                                         |                                                 | 2019 |
| Maleficent 2: Ondskans härskarinna              | Maleficent: Mistress of Evil                    | 2019 |
| Lady och Lufsen*                                | Lady and the Tramp                              | 2019 |
| Noelle: Jultomtens dotter*                      | Noelle                                          | 2019 |
| Togo*                                           |                                                 | 2019 |

### 2020-talet
| Titel                                                  | Originaltitel                     | År   |
| ------------------------------------------------------ | --------------------------------- | ---- |
| Timmy Tabbes klantiga detektivbyrå – Ingen är perfekt* | Timmy Failure: Mistakes Were Made | 2020 |
| Stargirl*                                              |                                   | 2020 |
| Artemis Fowl*                                          |                                   | 2020 |
| Magic Camp*                                            |                                   | 2020 |
| Den fantastiska Ivan*                                  | The One and Only Ivan             | 2020 |
| Mulan*                                                 |                                   | 2020 |
| En sagolik historia*                                   | Godmothered                       | 2020 |
| Safety*                                                |                                   | 2020 |
| Flora & Ulysses*                                       |                                   | 2021 |
| Cruella                                                |                                   | 2021 |
| Jungle Cruise                                          |                                   | 2021 |